# 廣東粵劇學校
廣東粵劇學校，創立於1958年，隸屬於广东省文化厅，位於佛山市南海区，是一所綜合性的藝術專業學校。於2012年2月与广东舞蹈学校合并建立广东舞蹈戏剧职业学院。
學校教授粵劇表演、粵劇音樂伴奏、音樂、舞蹈、曲藝、電腦美術、舞台美術、電影電視表演等等。當中粵劇有專門的分科，轄下有戲曲表演教研室、戲曲武功教研室、戲曲音樂教研室。2012年开始制作的岭南戏曲频道《粤剧有我地》，第一季制作播出节目177期，宣传推介广东粤剧界170多位优秀青年演员，很多是出自该校。